# Robert Emanuel Heilbut
Robert (Rob) Emanuel Heilbut (geb. 2. Februar 1919 in Amsterdam; gest. 22. April 1945) war ein niederländischer Komponist jüdischen Glaubens. Während des Holocaust schrieb er in Amsterdam, im Durchgangslager Westerbork und im KZ Bergen-Belsen Lieder über seine Erfahrungen.

## Leben

### Amsterdam
Robert Emanuel Heilbut wurde am 2. Februar 1919 in Amsterdam als Sohn von Ernst Heilbut (1888–1943) und Flora Heilbut-Kalker (1888–1943) geboren. Er wuchs in einer eng verbundenen jüdischen Familie mit zwei Brüdern auf. Heilbut war von Beruf Büroangestellter und ein leidenschaftlicher Musiker. Er spielte Klarinette, Akkordeon und Klavier und gab in seiner Freizeit Unterricht zu diesen Instrumenten und in Musiknotation.
Heilbuts musikalisches Talent brachte ihn zum Joods Kleinkunst Ensemble, das im Hollandsche Schouwburg auftrat, damals eine pulsierende kulturelle Bühne für jüdische Künstler. Im Frühjahr 1942 nahm Heilbut als Gastmusiker an der Aufführung Fortissimo! dieses Ensembles teil, die im Joodse Schouwburg in Amsterdam aufgeführt wurde.
In dieser Zeit lernte Heilbut Annette „Netty“ Dientje Frankfort (geb. 1918) kennen, die Tochter des berühmten Malers Eduard Frankfort. Sie verliebten sich und heirateten 1942. Zu der Zeit waren die Niederlande unter deutscher Besatzung. Im Juli 1942 wurde das Hollandsche Schouwburg im Zuge des Holocaust zum Deportationszentrum ernannt. Dank Werner Levie erhielten die Mitglieder des Joods Kleinkunst Ensemble eine offizielle Anstellung beim Joodse Raad Amsterdam (Jüdischer Rat Amsterdam), der ihnen vorübergehend Schutz bot. Heilbut selbst wurde als Leiter der Abteilung Estafette, dem Kurierdienst, aufgeführt.
Heilbut schrieb lebhafte, humorvolle Lieder, die die tragische Realität des vom Krieg zerrütteten Amsterdam widerspiegelten. Die Lieder handelten von den Lebensumständen in Amsterdam, wie dem Tragen des Judensterns, dem Jüdischen Rat und der Zwangsumsiedlung in das jüdische Viertel.
Im April 1943 wurde Netty schwer krank und ins Krankenhaus eingeliefert. Durch ihren Status als Patientin und Krankenpflegeschülerin konnte sie während der Deportationen im Krankenhaus bleiben. Am 20. Juni 1943 wurden Heilbut und seine Eltern verhaftet und in das Durchgangslager Westerbork gebracht. Sie schickten Netty im Krankenhaus Postkarten. Aufgrund von Nettys Zustand durfte Heilbut in Westerbork bleiben, aber seine Eltern wurden am 29. Juni ins Vernichtungslager Sobibor deportiert, wo sie sofort ermordet wurden.

### Durchgangslager Westerbork
In Westerbork arbeitete Heilbut als Essenholer bei der Verteilung der Lebensmittel und konnte nebenbei weiterhin Musik machen. Er trat im Lagerkrankenhaus mit anderen Künstlern auf, darunter die bekannte Sängerin und Schauspielerin Esther Philipse (geboren 1913 in Rotterdam, ermordet 1944 in Auschwitz). Im August 1943 begann Heilbut, seine Musik zu notieren. Er schrieb frühere Lieder aus Amsterdam neu auf und komponierte neue Lieder, inspiriert vom Leben im Lager. Diese wurden in zwei Notizbüchern geschrieben, eines mit Noten (Notenheft) und das andere mit seinen Liedtexten. Die Lieder handeln beispielsweise von seiner Arbeit als Essenholer, vom Lagerkrankenhaus und von Beziehungen im Lager.

### Bergen-Belsen
Am 15. Februar 1944 wurde Heilbut ins KZ Bergen-Belsen deportiert. Er wurde im Sternlager untergebracht, das für jüdische Häftlinge mit ausländischen Pässen und Diamantenarbeiter reserviert war. Dort schrieb er weiterhin Lieder und trat auf, insbesondere zusammen mit seinem Musikerkollegen Robbert Marcel Gosschalk, der wie Heilbut später im „verlorenen Zug“ ums Leben kommen sollte.
Zwischen Februar und Oktober 1944 schrieb Heilbut in Bergen-Belsen eine Reihe neuer Lieder in seine Notizbücher. Er schrieb über das Lager, die Ungeziefer, Krankheit, Hunger, aber aus seinen Texten spricht vor allem Hoffnung und die Aufforderung, positiv zu bleiben. Seine Musik wurde zu einer Quelle emotionaler Erleichterung und Hoffnung für seine Mitgefangenen. Überlebende berichteten später, wie sehr ihnen seine Musik in den dunkelsten Momenten Trost spendete.

### Der verlorene Zug
Im April 1945, als sich die alliierten Truppen näherten, wurde Heilbut zusammen mit vielen anderen Gefangenen in den letzten von drei Zügen gesetzt, die Gefangene aus Bergen-Belsen evakuierten. Dieser Zug, der sein Ziel Ghetto Theresienstadt nie erreichte, wurde als „Verlorener Zug“ bekannt. Über eine Woche lang fuhr der Zug ziellos unter erbärmlichen Bedingungen durch Deutschland, geprägt von Hunger und Krankheit.
Die Rote Armee befreite den Zug in der Nähe des Dorfes Tröbitz am 23. April 1945. Einen Tag zuvor starb Heilbut im Alter von 26 Jahren an Fleckfieber. Er wurde in einem nahe gelegenen Wald begraben.

## Musikalisches Erbe
Heilbuts Notizbücher mit Texten und Musik überstanden den Krieg. Seine Ehefrau Netty, die im Untergrund überlebte, nahm sie in Empfang und spendete sie Yad Vashem. Sie sind ein seltenes und wertvolles Zeugnis jüdischen Lebens, künstlerischen Widerstands und persönlicher Widerstandskraft. 
Die umfassendste und vollständigste Untersuchung zu Heilbut wurde von Duo NIHZ durchgeführt. Duo NIHZ – bestehend aus Bobby Rootveld und Sanna van Elst – schloss diese umfangreiche, mehr als 10 Jahre dauernde Untersuchung am 16. März 2025 ab. Die Veröffentlichung (Songs from the Holocaust von Robert Heilbut, seine Lebensgeschichte und Noten) umfasst ein Buch und drei dazugehörige CDs, die Heilbuts künstlerisches Vermächtnis dokumentieren.
Das Duo verwendete Dokumente, Briefe, Postkarten, Noten und Tagebuchauszüge aus verschiedenen Archiven – nicht nur von Heilbut, sondern auch von seiner Frau Netty (Annette Heilbut-Frankfort). Außerdem interviewten sie Holocaust-Überlebende, die an denselben Orten gewesen waren. In der Untersuchung wird Heilbut als „vergessener Singer-Songwriter“ vorgestellt und sein Werk wird im Kontext des Jüdischen Kabarettensembles und der Auftritte im Hollandsche Schouwburg betrachtet. Die Veröffentlichung fand in der Synagoge Enschede statt.